# 川名和美
川名 和美（かわな かずみ、1966年 - 2017年4月23日）は、日本の経営学者、博士。 高千穂大学教授、同副学長。元広島修道大学教授。旧姓、中島。

## 来歴・人物
東京都生まれ。大学入学資格検定（大検）を経て、拓殖短期大学第二部貿易科、1992年駒澤大学第二部経済学部経済学科卒業。同大学院経済学研究科経済学専攻修士課程修了。1999年同博士後期課程単位取得満期退学。財団法人中小企業総合研究機構客員研究員を経て、2001年4月から広島修道大学 商学部経営学科ならびに短期大学部専任講師。2002年同助教授、2007年教授。
2010年高千穂大学経営学部教授。2012年4月、新設の嘉悦大学大学院ビジネス創造研究科博士後期課程入学
、2015年博士（経営管理、嘉悦大学）。2016年、高千穂大学副学長に就任。株式会社さわやかリサーチ（さわやか信用金庫）リサーチフェローなど歴任。2017年乳癌のため死去、享年50。
- 都内の商家に生まれ、幼い頃は繁盛していた家業が大型店との競争激化などの影響で廃業。経済的困難もあり高校を退学。様々な職に就きながらも向学心は止まず、20歳で大検を受けて合格。21歳で夜間の拓殖短期大学貿易科に入学。さらに駒澤大学経済学部の夜間部に3年次編入学した。
- 博士論文を宿題と考えていた折、駒澤大学時代のゼミの師である三井逸友教授が新設の嘉悦大学大学院ビジネス創造研究科に赴任することを聞き入学した[7]。

## 著書
- 『社会人基礎力を養うアントレプレナーシップ : 起業家精神を考える12のストーリー』竹元雅彦共著 中央経済社 2016.9
- 『21世紀中小企業者の主体形成と継承 : 人格成長と事業環境、制度的政策的支援』三井逸友編著 同友館 2019.3

「国立国会図書館サーチ」を参照

### 論文
- CiNii>